# Soltindan
Soltindan es una montaña de Noruega, la más alta de la isla de Ringvassøya en el municipio de Karlsøy en Troms. Se localiza al norte del límite con Tromsø, a 14 km al suroeste de Hansnes. Al norte de la cima, está el lago de Brevatnet.